# ألبرت راسيل
ألبرت راسيل (بالإنجليزية: Ebenezer Russell)‏ هو قاضي وسياسي أمريكي، ولد في 26 ديسمبر 1747 في الولايات المتحدة، وتوفي في 5 ديسمبر 1836 في الولايات المتحدة. حزبياً، نشط في الحزب الفيدرالي الأمريكي. وقد انتخب عضو جمعية ولاية نيويورك وانتخب عضو مجلس ولاية نيويورك.